# Alexandre Pato
Alexandre Rodrigues da Silva (* 2. září 1989 Pato Branco), známý jako Alexandre Pato, je brazilský profesionální fotbalista, který hraje na pozici útočníka či křídelníka za americký klub Orlando City SC. Mezi lety 2008 a 2013 odehrál také 27 zápasů v dresu brazilské reprezentace, ve kterých vstřelil 10 branek.

## Klubová kariéra
V létě 2007 přestoupil z SC Internacional do AC Milán, ale přestup se uskutečnil až v lednu 2008 .
V roce 2009 získal ocenění Golden Boy, které uděluje italský sportovní deník Tuttosport ve spolupráci s dalšími evropskými novinami vítězi hlasování o nejlepšího hráče do 21 let působícího v některé z evropských nejvyšších fotbalových lig.
V lednu 2013 přestoupil z italského AC Milan za 15 milionů eur do brazilského klubu SC Corinthians Paulista, kde podepsal 4letou smlouvu.
V lednu 2016 přišel na hostování s opcí do klubu Chelsea FC. Debutoval 2. 4. 2016 v zápase proti Aston Ville, když ve 23. minutě vystřídal svého zraněného spoluhráče Loïca Rémyho. Na konci prvního poločasu byl faulován ve vápně. Nařízenou penaltu sám proměnil a zvýšil skóre na 2:0 ve prospěch Blues (výhra 4:0, 76 minut). V základní sestavě poprvé nastoupil 9. 4. 2016 v zápase se Swensea City. Prohře 0:1 ovšem zabránit nedokázal a v 76. minutě byl vystřídán Falcaem. Další zápas už ovšem neodehrál a 1. července 2016 se vrátil zpět do Corinthians.
Na konci července 2016 přestoupil do španělského klubu Villarreal CF. V lednu 2017 odešel do Číny do klubu Tianjin Quanjian. Mezi lety 2019 a 2020 hrál za brazilský klub São Paulo FC.

## Přestupy
- z SC Internacional do AC Milán za 24 000 000 Euro
- z AC Milán do SC Corinthians za 15 000 000 Euro
- z SC Corinthians do Villarreal CF za 3 000 000 Euro
- z Villarreal CF do Tchien-ťin Čchüan-ťien za 18 000 000 Euro
- z Tchien-ťin Čchüan-ťien do São Paulo FC zadarmo

## Statistiky
| Sezóna           | Klub                   | Liga                 | Liga   | Liga | Ligové poháry | Ligové poháry | Ligové poháry | Kontinentální poháry | Kontinentální poháry | Kontinentální poháry | Celkem | Celkem |
| Sezóna           | Klub                   | Soutěž               | Zápasy | Góly | Soutěž        | Zápasy        | Góly          | Soutěž               | Zápasy               | Góly                 | Zápasy | Góly   |
| ---------------- | ---------------------- | -------------------- | ------ | ---- | ------------- | ------------- | ------------- | -------------------- | -------------------- | -------------------- | ------ | ------ |
| 2006             | SC Internacional       | Série A              | 1      | 1    | -             | 0             | 0             | MSK                  | 2                    | 1                    | 3      | 1      |
| 2007             | SC Internacional       | CG+Série A           | 8+9    | 1+5  | -             | 0             | 0             | PO+JAS               | 5+2                  | 2+2                  | 24     | 10     |
| 2008             | AC Milán               | Serie A              | 18     | 9    | IP            | 0             | 0             | LM                   | 2                    | 0                    | 20     | 9      |
| 2008/09          | AC Milán               | Serie A              | 36     | 15   | IP            | 0             | 0             | UEFA                 | 6                    | 3                    | 42     | 18     |
| 2009/10          | AC Milán               | Serie A              | 23     | 12   | IP            | 0             | 0             | LM                   | 7                    | 2                    | 30     | 14     |
| 2010/11          | AC Milán               | Serie A              | 25     | 14   | IP            | 3             | 2             | LM                   | 5                    | 0                    | 33     | 16     |
| 2011/12          | AC Milán               | Serie A              | 11     | 1    | IP+IS         | 1+1           | 1+0           | LM                   | 5                    | 2                    | 18     | 4      |
| 2012/13          | AC Milán               | Serie A              | 4      | 0    | IP            | 0             | 0             | LM                   | 3                    | 2                    | 7      | 2      |
| 2013             | SC Corinthians         | CG+Série A           | 14+30  | 5+9  | BP            | 4             | 1             | PO+JAS               | 8+1                  | 2+0                  | 57     | 17     |
| led. - únor 2014 | SC Corinthians         | CG                   | 5      | 0    | -             | 0             | 0             | -                    | 0                    | 0                    | 5      | 0      |
| únor - pro. 2014 | São Paulo FC           | Série A              | 29     | 9    | BP            | 6             | 2             | JAP                  | 8                    | 2                    | 43     | 13     |
| 2015             | São Paulo FC           | CG+Série A           | 14+33  | 8+10 | BP            | 6             | 5             | PO                   | 6                    | 3                    | 59     | 26     |
| led. - čer. 2016 | Chelsea FC             | Premier League       | 2      | 1    | -             | 0             | 0             | LM                   | 0                    | 0                    | 2      | 1      |
| 2016/17          | Villarreal CF          | Primera División     | 14     | 2    | ŠP            | 3             | 1             | LM+EL                | 2*+5                 | 1*+2                 | 24     | 6      |
| 2017             | Tchien-ťin Čchüan-ťien | Chinese Super League | 24     | 15   | ČP            | 2             | 2             | -                    | 0                    | 0                    | 26     | 17     |
| 2018             | Tchien-ťin Čchüan-ťien | Chinese Super League | 22     | 15   | ČP            | 0             | 0             | ALM                  | 10                   | 4                    | 32     | 19     |
| 2019             | São Paulo FC           | Série A              | 18     | 5    | BP            | 2             | 0             | JAP                  | 0                    | 0                    | 20     | 5      |
| 2020             | São Paulo FC           | CG+Série A           | ?+?    | ?+?  | BP            | ?             | ?             | PO                   | ?                    | ?                    | ?      | ?      |
| Celkově          | Celkově                | Celkově              | 342    | 138  | -             | 28            | 12            | -                    | 77                   | 28                   | 456    | 184    |

Poznámky
- i s předkolem.

## Reprezentační kariéra
Zúčastnil se MS U20 2007 v Kanadě, kde vypadli v osmifinále ze Španělskem (2:4).
První zápas za reprezentaci odehrál 26. března 2008 v přátelském utkání proti Švédsku (1:0), nastoupil v 58. minutě utkání a 72. minutě rozhodl utkání jedinou brankou . Zatím poslední zápas odehrál v přátelském utkání proti Zambii 15. října 2013 (2:0) když na hřišti pobyl 46. minut prvního poločasu utkání .
Celkem odehrál za reprezentaci 27 utkání a vstřelil v nich 10 branek. Dalších 10 utkání odehrál v rámci Olympijských her.
| Reprezentace | Rok  | Zápasy             | Zápasy | Zápasy      | Zápasy           | Zápasy           | Zápasy         |
| Reprezentace | Rok  | Fáze turnaje       | Datum  | Soupeř      | Odehraných minut | Vstřelené branky | Výsledek       |
| ------------ | ---- | ------------------ | ------ | ----------- | ---------------- | ---------------- | -------------- |
| Brazílie     | 2008 | 1 zápas ve skupině | 7. 8.  | Belgie      | 75               | 0                | 1:0            |
| Brazílie     | 2008 | 2 zápas ve skupině | 10. 8. | Nový Zéland | 72               | 1                | 5:0            |
| Brazílie     | 2008 | 3 zápas ve skupině | 13. 8. | Čína        | 46               | 0                | 3:0            |
| Brazílie     | 2008 | Čtvrtfinále        | 16. 8. | Kamerun     | 0                | 0                | 2:0 v (prodl.) |
| Brazílie     | 2008 | Semifinále         | 19. 8. | Argentina   | 29               | 0                | 0:3            |
| Brazílie     | 2008 | O 3. místo         | 22. 8. | Belgie      | 0                | 0                | 3:0            |
| Brazílie     | 2012 | 1 zápas ve skupině | 26. 7. | Egypt       | 13               | 0                | 3:2            |
| Brazílie     | 2012 | 2 zápas ve skupině | 29. 7. | Bělorusko   | 85               | 1                | 3:1            |
| Brazílie     | 2012 | 3 zápas ve skupině | 1. 8.  | Nový Zéland | 14               | 0                | 3:0            |
| Brazílie     | 2012 | Čtvrtfinále        | 4. 8.  | Honduras    | 1                | 0                | 3:2            |
| Brazílie     | 2012 | Semifinále         | 7. 8.  | Jižní Korea | 12               | 0                | 3:0            |
| Brazílie     | 2012 | Finále             | 11. 8. | Mexiko      | 19               | 0                | 1:2            |

Zúčastnil se i Mistrovství světa (2010), ale neodehrál na turnaji ani jeden zápas. Vše si vynahradil na Copa América (2011), kde nastoupil do všech utkání, včetně čtvrtfinálového utkání kde jej porazila Paraguay (0:2).
| Reprezentace | Rok  | Zápasy             | Zápasy | Zápasy    | Zápasy           | Zápasy           | Zápasy         |
| Reprezentace | Rok  | Fáze turnaje       | Datum  | Soupeř    | Odehraných minut | Vstřelené branky | Výsledek       |
| ------------ | ---- | ------------------ | ------ | --------- | ---------------- | ---------------- | -------------- |
| Brazílie     | 2011 | 1 zápas ve skupině | 3. 7.  | Venezuela | 75               | 0                | 0:0            |
| Brazílie     | 2011 | 2 zápas ve skupině | 9. 7.  | Paraguay  | 90               | 0                | 2:2            |
| Brazílie     | 2011 | 3 zápas ve skupině | 14. 7. | Ekvádor   | 85               | 2                | 4:2            |
| Brazílie     | 2011 | Čtvrtfinále        | 17. 7. | Paraguay  | 110              | 0                | 0:0 (0:2 pen.) |

## Úspěchy

### Klubové
- 1× vítěz italské ligy (2010/11)
- 1× vítěz italského superpoháru (2011)
- 2× vítěz jihoamerického superpoháru (2007, 2013)
- 1× vítěz mistrovství světa klubů (2006)
- 1× vítěz šampionátu Paulista (2013)

### Reprezentační
- 1× na MS (2010)
- 1× na CA (2011)
- 1× na MS 20 let (2007)
- 1× na MJA 20 let (2007 - zlato)
- 2× na OH (2008 - bronz, 2012 - stříbro)
- 1× na Konfederačním poháru (2009 - zlato)

### Individuální
- 1× nejlepší mladý hráč ligy (2009)
- 1× vítěz ankety Golden Boy (2009)[2]